# レミング
レミング（Lemming）は、哺乳綱ネズミ目キヌゲネズミ科ハタネズミ亜科レミング族の動物の総称。和名はタビネズミ（旅鼠）。北極及び近辺のツンドラ生物群系に生息するが、中期更新世（チバニアン）には日本列島などより南方にも分布していた。

## 概要
体長7 - 15センチメートル、体重30 - 112グラムほどの大きさであり、長くて柔らかな毛と非常に短い尾を持つ。草食で、草やコケ、小枝などを食べる。他のネズミ目の動物と同様、門歯が永久に伸びつづける。食欲は旺盛で、毎日体重の約1.5倍ほどの餌を食べる。厳しい冬を通して冬眠はせず、雪に穴を掘って巣を作り、雪の下にある餌やあらかじめ蓄えておいた草を食べて過ごす。オス・メスともに縄張りを持ち、繁殖のための短い期間を除けば単独で行動する。

## 習性
レミングは、3～4年周期で個体数が急激に増減することが知られている。大増殖の原因についてはよくわかっていないが、その後の激減については、餌の不足や天敵による捕食が原因であると考えられている。
個体数が大増加すると、集団移住を始めると考えられている。集団移住についても、どういうきっかけで始めるかなど、不明な点も多い。
天敵はホッキョクギツネ、シロフクロウ、オコジョなど。

## 名称
英名のレミング（lemming）はノルウェー語やデンマーク語に由来し、その語源は古ノルド語での名称 lómundr である。
日本では、英名由来のレミングのほか、集団で大移動する習性からタビネズミ（旅鼠）の別名でも呼ばれる。明治期の博物学教本『具氏博物学』の中で、レミングに剣鼠という漢字が当てられている。

## レミングに関する伝説

### 伝説と実際
レミングは、「集団自殺をする」と考えられている。スカンディナビアでは「集団で海に飛び込む」という伝説が古くから知られ、また16世紀頃までは「雲の中から自然発生する」とも考えられており、1555年のスウェーデンの文献に、「雲から生まれる」ことを示唆する木版画が描かれている。
実際には、集団移住を行なっている際に一部の個体が海に落ちて溺れ死ぬことはあるが、これは自殺ではなく事故とされ、すべての個体が海で溺れ死ぬことはない。また、レミングは泳ぎがうまく、集団移住の際に川を渡ることはよくある。

### 誤解の原因と広まり
この様な誤解が生まれた原因としては、以下のことが考えられている。
- 周期的に大増殖と激減を繰り返しており、集団移住の後、激減することから誤解された。
- 集団で川を渡ったり、崖から海に落ちる個体があることから誤解された。

この誤解が広まった一因として、1958年のウォルト・ディズニーによるドキュメンタリー映画『白い荒野』（原題『White Wilderness』）が挙げられる。このドキュメンタリーでは、レミングが崖から落ちるシーンや、溺れ死んだ大量のレミングのシーンがあるが、カナダ放送協会のプロデューサー、Brian Valleeの1983年の調査によって意図的に崖へと追い詰め海へと飛び込ませたという事実が明らかになった。この他、1991年のパズルゲーム『レミングス』のヒットも一因である、と言われている。
なお、繁殖力が著しく高い他の昆虫類や群集性魚類においても大発生と減少を繰り返す習性がある（サバクトビバッタ、イワシの項も参照）。

## 分類
- レミング族　Lemmini
  - レミング属　Lemmus
    - アムールレミング　Amur Lemming (Lemmus amurensis)
    - カナダレミング North American Brown Lemming (Lemmus trimucronatus)
    - クロアシレミング　black-footed lemming　(Lemmus nigripes)
    - シベリアレミング　Siberian Brown Lemming (Lemmus sibiricus)
    - ノルウェーレミング　Norway Lemming (Lemmus lemmus)

  - クビワレミング属　Dicrostonyx
    - クビワレミング　Arctic Lemming (Dicrostonyx torquatus)
    - アメリカクビワレミング　Northern Collared Lemming (Dicrostonyx groenlandicus)
    - ラブラドルクビワレミング　Ungava Collared Lemming (Dicrostonyx hudsonius)
    - ウランゲルレミング　Wrangel Lemming (Dicrostonyx vinogradovi)
    - St Lawrence Island Collared Lemming (Dicrostonyx exsul)
    - Northern Collared Lemming (Dicrostonyx groenlandicus)
    - Nelson's Collared Lemming (Dicrostonyx nelsoni)
    - Ogilvie Mountain Collared Lemming (Dicrostonyx nunatakensis)
    - Richardson's Collared Lemming (Dicrostonyx richardsoni)
    - Unalaska Collared Lemming (Dicrostonyx unalascensis)

  - モリレミング属　Myopus
    - モリレミング　Myopus schisticolor　　Wood lemming

  - ヌマレミング属　Synaptomys
    - キタヌマレミング　Northern Bog Lemming (Synaptomys borealis)
    - ミナミヌマレミング　Southern Bog Lemming (Synaptomys cooperi)